# 교차여성주의
교차여성주의(Intersectional feminism) 또는 상호교차성 페미니즘은 정체성이 결합되었을 때 원래 없던 차별이나 특권이 생기는 상호교차성 이론에 기반한 여성주의이다.